# Faithfully (canción)
«Faithfully» (en español: «Fielmente») es el título de una power ballad interpretada por la banda de rock estadounidense Journey, incluida en su octavo álbum de estudio, Frontiers (1983).

La canción fue escrita por Jonathan Cain y producida por Kevin Elson y coproducida por Mike Stone.

La compañía discográfica CBS Records la lanzó el 21 de marzo de 1983 como el segundo sencillo del álbum.

## Vídeo musical
«Faithfully» muestra a varios miembros del grupo con sus familias durante la gira Frontiers Tour. Las escenas del documental fueron rodadas en Estadio JFK en Filadelfia, Pensilvania con más de 80 000 seguidores.

## Apariciones en otros medios
- En el videojuego Mega Man para el NES en el nivel de Elecman sus estrofas son muy similares.
- La canción fue utilizada en una escena de la barra en la película Talladega Nights: The Ballad of Ricky Bobby.
- La canción también fue una canción popular de baile en los Estados Unidos en la década de 1980. [cita requerida]
- La canción fue cantada por Jovit Baldivino en su audición para el Philipines Got Talent.
- La canción fue utilizada en un episodio de The Game en la cuarta temporada.
- La canción fue interpretada en el episodio Journey to Regionals de la serie de televisión Glee.
- La banda rock costarricense Airliners toca una versión de esta canción.

- Datos: Q5431307